# Sainte-Maure de Touraine

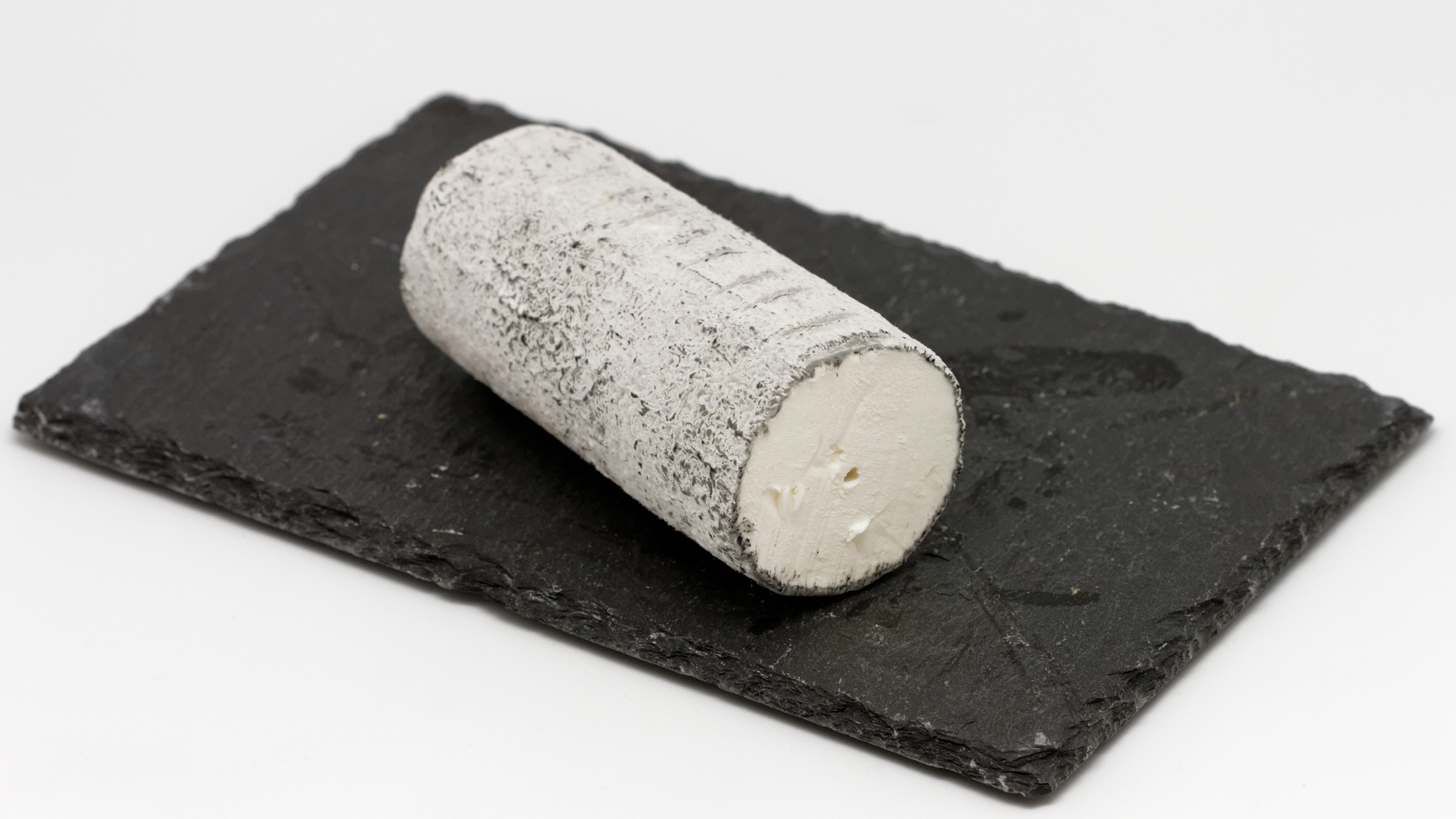
Sainte-Maure de Touraine

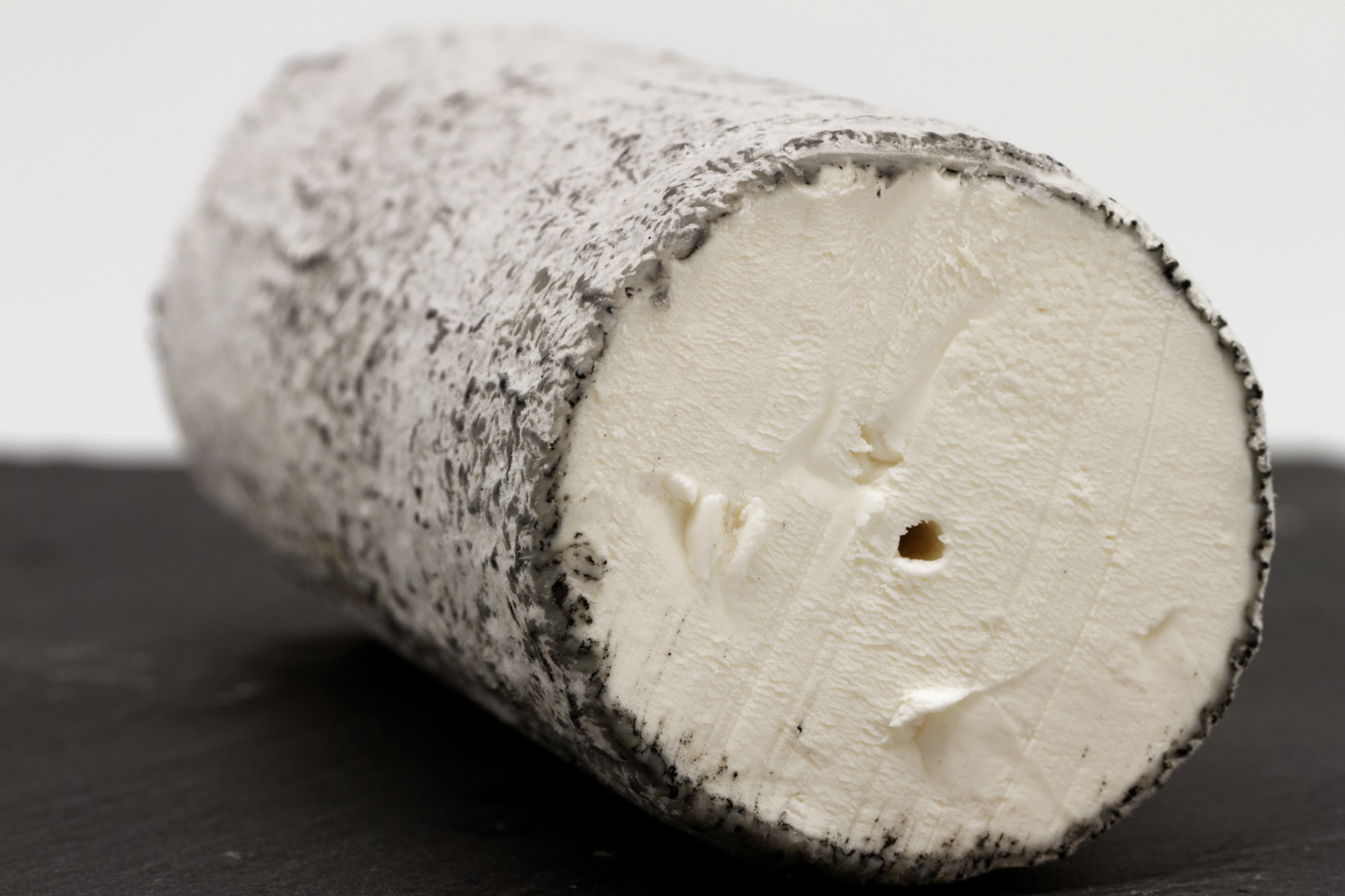
Sainte-Maure de Touraine (detail)

Der Sainte-Maure de Touraine ist ein aus roher Ziegenmilch hergestellter französischer Weichkäse mit geschützter Ursprungsbezeichnung AOC seit 1990 und AOP seit 1996. Er stammt aus der Gegend um Sainte-Maure-de-Touraine in der ehemaligen historischen Provinz Touraine an der Loire. Dabei handelt es sich heute um das Département Indre-et-Loire und angrenzende Gemeinden der Départements Indre, Vienne und Loir-et-Cher.
Für die Herstellung ist nur die Verwendung von Milch der Ziegenrassen Alpine, Saanen und Poitevine sowie deren Kreuzungen zugelassen, der Großteil des Futters muss aus der Region stammen.
Der Sainte-Maure de Touraine wird unter Zusatz von wenig Lab (maximal 5 Milliliter pro 100 Liter Milch) aus Ziegenmilch hergestellt. Die Gerinnung erfolgt innerhalb von 18 bis 48 Stunden bei maximal 25 °C. Der Bruch wird danach in längliche, leicht trichterförmige Formen mit einem Durchmesser von 4,8 bis 6,5 Zentimeter und einer Länge von 26 Zentimeter gefüllt und darf dabei so wenig wie möglich brechen. Danach wird der Käse ausgeformt, leicht gesalzen und mit Asche bestreut. Die Reifungszeit beträgt mindestens 10 Tage bei einer Temperatur zwischen 6 °C und 16 °C und einer Luftfeuchtigkeit von mindestens 75 %,  dabei entwickelt sich eine Rinde mit gut sichtbarem oberflächlichem Edelschimmel.
Durch den Sainte-Maure de Touraine verläuft in der Mitte ein Strohhalm, auf dem die Angaben AOC-Saint-Maure de Touraine wie auch Name und Betriebsnummer des Herstellers stehen und der zusätzlich dafür sorgt, den empfindlichen Käse zusammenzuhalten. Durch diese Charakteristik lässt er sich schnell von anderen Ziegenkäse unterscheiden.
Der fertige Käse hat einen Durchmesser von ca. 5,5 Zentimeter am dicken Ende und 4,5 Zentimeter am dünnen Ende der 16 bis 18 Zentimeter langen Rolle. Die Rinde ist mit einem leichten Edelschimmel überzogen, und der Käse trägt einen Aschemantel. Der Teig ist weiß und hat eine pastenartige Konsistenz.
Der Sainte-Maure de Touraine hat einen milden, pilzartigen Geschmack mit dem charakteristischen Ziegenaroma, der mit zunehmendem Alter intensiver wird. Auch der Geruch erinnert leicht an Ziege. Sein Fettgehalt beträgt 45 % Fett i. Tr.
Er kann ideal in Scheiben geschnitten zum Aperitif gereicht werden. Zum Gratinieren eignet sich der Käse ebenfalls, und er lässt sich mit einem Salat oder zu Obst sehr gut darbieten.
Sainte-Maure ist ein Ziegenkäse aus der gesamten Region Touraine, aber nur der Sainte-Maure de Touraine trägt das AOC-Gütesiegel.  2023 wurde 1829 Tonnen mit AOC produziert, davon 349 Tonnen fermier.

## Historisches
Es ist belegt, dass die Ziegenzucht und Käseproduktion in Sainte-Maure bis in die Karolingerzeit zurückreicht. Der Sainte-Maure hat sogar in die französische Literatur Einzug gehalten; in dem Buch Die Touraine zur Zeit Balzacs von Marie Laurencin wird der Käse beschrieben.